# Rhynchosia acutissima
Rhynchosia acutissima är en ärtväxtart som beskrevs av George Henry Kendrick Thwaites. Rhynchosia acutissima ingår i släktet Rhynchosia och familjen ärtväxter. Inga underarter finns listade i Catalogue of Life.